# Mette Sunnergren
Mette Matilda Sunnergren, född 14 november 1969, är en svensk diplomat.

## Biografi
Sunnergren har en bakgrund i frivilligorganisationerna Diakonia och Forum Syd. Hon har arbetat i Zimbabwe, Latinamerika och Mellanöstern. Sunnergren arbetade som jämställdhetsrådgivare och ansvarig för HBT-frågor på Sida i Stockholm och har tjänstgjorde vid ambassaden i Kabul. Fram till 2011 var hon andreman och ansvarig för utvecklingssamarbetet vid ambassaden i Kinshasa. Sunnergren var ambassadör i Kinshasa 2011–2013 och i Khartoum 2013–2016. Sedan 2020 är Sunnergren ambassadör i Mocambique.